# MountainsMap
MountainsMap è un software di analisi di immagine e metrologia di superficie per la microscopia, ed introdotto nel mercato nel 1996 da Digital Surf.

## Impieghi
L'applicazione principale del software è il micro-topografia, o l'analisi di texture di superficie e forma 3D a livello microscopico

## Il formato dei file
I documenti prodotti con MountainsMap vengono salvati in modo nativo nel formato ".MNT"; possono però essere esportati in formati diversi, di cui il più comune è il PDF.

## Cronologia delle versioni
| Versione         | Data di distribuzione | Commenti |
| ---------------- | --------------------- | --- |
| MountainsMap 1.0 | settembre 1996        | La prima versione del software per Windows. Il software precedente commercializzato da Digital Surf era sotto MsDos e Mac OS. L'obiettivo principale: profilometri induttivi e ottici. |
| MountainsMap 5.0 |                       | Compatibilità con microscopio confocale |
| MountainsMap 6.0 | maggio 2010           | Specializzazione del prodotto per tipo di strumento |
| MountainsMap 7.0 | aprile 2013           | Introduzione di una versione del software per microscopi elettronici |
| MountainsMap 7.2 | febbraio 2015         | Nuova ricostruzione in 3D in tempo reale per microscopi elettronici |